# 斯旺波因特 (馬里蘭州)
斯旺波因特（英語：Swan Point）是位於美國馬里蘭州查爾斯縣的一個非建制地區。

## 地理
斯旺波因特所處的海拔為高於海平面3米（即10英呎），而該地所採用的時區為UTC-5，即北美东部時區（EST）。同時該地設有夏令時間，為UTC-5調快一小時，即UTC-4（EDT）。